# Dieter Sevens
Dieter Sevens (Düsseldorf, 4 oktober 1950) is een Duits voormalig voetballer die als aanvaller speelde.
Sevens begon zijn loopbaan bij Bayer Leverkusen maar brak mede door twee liesoperaties niet door. Hij ging voor VfL Benrath spelen waarmee hij in het seizoen 1976/77 net de promotie uit de Landesliga misliep. Sevens scoorde als aanvoerder in het seizoen 1977/78 in totaal 38 doelpunten voor Benrath en de club promoveerde. In 1979 ging hij naar N.E.C. waar hij in de voorbereiding al met blessures kampte. Na een operatie speelde hij uiteindelijk twee wedstrijden een helft mee voor hij in 1980 afgekeurd werd voor het spelen van betaald voetbal. Sevens had naast het voetbal reeds een schildersbedrijf.